# Kykladerna
Kykladerna (grekiska: Κυκλάδες, Kikládhes, "ringformad") är en grekisk ögrupp sydost om det grekiska fastlandet som utgör en del av de egeiska öarna i Egeiska havet. Namnet angav ursprungligen de öar som ligger i en ring runt den heliga ön Delos. 
Kykladerna består av omkring 220 öar av vilka de största är Amorgós, Anáfi, Ándros, Antiparos, Donoussa, Ios, Iraklia, Kéa, Kimolos, Kithnos, Mílos, Míkonos, Náxos, Páros, Pholegándros, Schoinoússa, Serifos, Sifnos, Síkinos, Síros, Tínos och Santorini (Thíra). 
Ermoúpolis på ön Siros är ögruppens huvudort och den tidigare prefekturen Kykladernas administrativa centrum.

## Geografi
Med undantag för de vulkaniska öarna Melos och Santorini, utgör Kykladerna bergstoppar på en bergskedja som sträcker sig från det grekiska fastlandet och ut i Egeiska havet. Klimatet är i allmänhet torrt och milt och öarna har, med Naxos som enda undantag, näringsfattig jord. Viktiga jordbruksprodukter är vin, frukt, vete, olivolja och tobak.

## Konst och kultur
Den tidigkykladiska konsten, omkring 3600–2100 f.Kr., som föregick den minoiska konsten på Kreta är framförallt omtalad för sina schematiska kvinnogestalter utförda i inhemsk vit marmor. De kykladiska öarna kunde bara ge uppehälle åt några tusen personer och de fick en obetydlig roll då den högt utvecklade palatskulturen på Kreta växte sig starkare. Undantaget är Delos som lyckades upprätthålla en status som helig plats under hela den klassiska perioden. 
De första arkeologiska utgrävningarna på 1880-talet följdes av Christos Tsountas mer systematiska genomgång av begravningsplatser på ett flertal öar omkring 1898-99. Det var bl.a. han som myntade begreppet "kykladisk konst". Intresset avtog därefter för att åter blomstra på 1950-talet då konstsamlare slogs om dessa tidiga skulpturer på grund av deras likhet med verk av modernister som Jean Arp och Constantin Brancusi. Fyndplatser blev plundrade, och en livlig handel med förfalskningar uppstod. Sedan dess har mer omsorgsfull arkeologi givit en tydligare bild av den jordbruks- och sjöfarande kultur som invandrade från Mindre Asien omkring 5000 f.Kr.. Se vidare Kykladisk konst.
Under antik tid utgjorde Kykladerna en enhet med Delos som centrum. Här slöts 478 f.Kr. Attiska sjöförbundet med Delos som säte för förbundskassan. Från 405 f.Kr. var de under Spartas kontroll tills Konons seger i slaget vid Knidos 394 f.Kr. återställde den deliska amfiktyonin. Ett öförbund bildades under Antigonos I Monofthalmos beskydd, vilket förnyades under Ptolemaios I Soter, som gjorde Kykladerna till en provins under Egypten. Under Rhodos beskydd återställdes öförbundet 188–166 f.Kr.

## Turism
Under de senaste decennierna har Kykladerna blivit ett mycket populärt turistmål och den tidigare snabba avfolkningen har stannat upp. Detta har dock också lett till åtföljande problem med erosion, miljöförstöring och vattenbrist.  Innevånarantalet är idag[när?] c:a 94 000.